# Takahashi Yoshiki
Takahashi Yoshiki (高橋 義希 Takahashi Yoshiki, sinh ngày 14 tháng 5 năm 1985 ở Suzaka, Nagano, Nhật Bản) là một cầu thủ bóng đá người Nhật Bản hiện tại thi đấu cho Sagan Tosu theo dạng cho mượn từ Vegalta Sendai.

## Thống kê sự nghiệp câu lạc bộ
Cập nhật đến ngày 23 tháng 2 năm 2018.
| Thành tích câu lạc bộ | Thành tích câu lạc bộ | Thành tích câu lạc bộ | Giải vô địch | Giải vô địch | Cúp                   | Cúp                   | Cúp Liên đoàn | Cúp Liên đoàn | Tổng cộng | Tổng cộng |
| Mùa giải              | Câu lạc bộ            | Giải vô địch          | Số trận      | Bàn thắng    | Số trận               | Bàn thắng             | Số trận       | Bàn thắng     | Số trận   | Bàn thắng |
| Nhật Bản              | Nhật Bản              | Nhật Bản              | Giải vô địch | Giải vô địch | Cúp Hoàng đế Nhật Bản | Cúp Hoàng đế Nhật Bản | Cúp Liên đoàn | Cúp Liên đoàn | Tổng cộng | Tổng cộng |
| --------------------- | --------------------- | --------------------- | ------------ | ------------ | --------------------- | --------------------- | ------------- | ------------- | --------- | --------- |
| 2004                  | Sagan Tosu            | J2 League             | 27           | 1            | 2                     | 0                     | -             | -             | 29        | 1         |
| 2005                  | Sagan Tosu            | J2 League             | 40           | 4            | 2                     | 0                     | -             | -             | 42        | 4         |
| 2006                  | Sagan Tosu            | J2 League             | 47           | 4            | 2                     | 1                     | -             | -             | 49        | 5         |
| 2007                  | Sagan Tosu            | J2 League             | 42           | 2            | 3                     | 0                     | -             | -             | 45        | 2         |
| 2008                  | Sagan Tosu            | J2 League             | 40           | 3            | 4                     | 1                     | -             | -             | 44        | 4         |
| 2009                  | Sagan Tosu            | J2 League             | 46           | 6            | 1                     | 0                     | -             | -             | 47        | 6         |
| 2010                  | Vegalta Sendai        | J1 League             | 13           | 0            | 1                     | 0                     | 7             | 1             | 21        | 1         |
| 2011                  | Vegalta Sendai        | J1 League             | 19           | 0            | 2                     | 0                     | 3             | 0             | 24        | 0         |
| 2012                  | Sagan Tosu            | J1 League             | 16           | 0            | 1                     | 0                     | 1             | 0             | 18        | 0         |
| 2013                  | Sagan Tosu            | J1 League             | 34           | 2            | 5                     | 1                     | 2             | 0             | 41        | 3         |
| 2014                  | Sagan Tosu            | J1 League             | 30           | 1            | 3                     | 1                     | 4             | 0             | 37        | 2         |
| 2015                  | Sagan Tosu            | J1 League             | 32           | 0            | 3                     | 0                     | 4             | 0             | 39        | 0         |
| 2016                  | Sagan Tosu            | J1 League             | 34           | 1            | 3                     | 0                     | 3             | 0             | 40        | 1         |
| 2017                  | Sagan Tosu            | J1 League             | 34           | 1            | 2                     | 0                     | 4             | 2             | 40        | 3         |
| Tổng cộng sự nghiệp   | Tổng cộng sự nghiệp   | Tổng cộng sự nghiệp   | 454          | 25           | 34                    | 4                     | 28            | 3             | 516       | 32        |